# Франк, Фриц
Фриц Франк (нем. Fritz Frank, 1914—1988) — немецкий орнитолог, териолог и эколог. Сделал большой вклад в изучение онитофауны Крымского полуострова.

## Биография
Родился и вырос в Ольденбурге. Получив аттестат зрелости начал работать наблюдателем птиц на островке Меллум в Северном море. Продолжил учёбу во Фрейбурге и Берлине. Под руководством Э. Штреземана в 1938 году защитил диссертацию, которая была посвящённую окраске птичьих перьев, впервые получив их микроснимки при помощи электронного микроскопа.
В 1939 году Франка призвали в армию. Ему довелось воевать в Скандинавии, на Балканах и в Крыму. Будучи в армии он везде находил время для своих орнитологических наблюдений. Дослужился до обер-лейтенанта, попал в плен к русским. В Германию вернулся только в начале 1950 года, после освобождения из плена.
В 1951 году был назначен на должность секретаря правления Немецкого общества орнитологов, в котором он состоял с 1932 года. Одновременно с этим он сотрудничал и с Немецким териологическим обществом, в журнале которого опубликовал несколько своих статей. С 1951 года Франк начал работать в Биологическом институте сельского и лесного хозяйства в Ольденбурге. Здесь он изучал механизмы циклических колебаний численности обыкновенной полёвки. Начиная с 1968 года Франк занимался вопросами охраны природы и экологии в Институте зоологии (Брауншвейг).
Выйдя на пенсию в 1979 году, продолжил научную деятельность. В последние годы своей жизни он работал в экспертном комитете по вопросам регуляции численности позвоночных. Опубликовал более 130 научных работ.